# Asir
Asir (asir znači "teško") je gorje u jugozapadnoj Saudijskoj Arabiji paralelno  s Crvenim morem.
Ponekad se kao dio planinskog lanca Asira smatra i dio planina u Jemenu. Asir se sastoji od planina, ravnica i dolina Arapskog gorja. Planine su prvenstveno građene od sedimentnih stijena iz geoloških razdoblja: jure, krede i tercijara.
Područje Asira ima ponajviše oborina u Saudijskoj Arabiji uglavnom zbog sezonskih kiša. Prosječna količina oborina kreće se od 600 mm do 1 000 mm godišnje u vlažnim područjima, dok se oborine u istočnoj ravnici i na visoravnima kreću između 100 i 500 mm godišnje. 
U području Asira uzgajaju se: pšenica, kava, pamuk, indigonosne biljke, đumbir, povrće i palme. Također se uzgajaju: goveda, ovce, koze i deve.
Postoji jedinstvena biološka raznolikost poput endemskih gljiva, a ujedno je i jedno od posljednjih prirodnih staništa arapskog leoparda.